# Pavučinový teorém
Pavučinový teorém, nebo pavučinový model trhu, představuje ovlivňování časového zpoždění při získávání tržní rovnováhy. Teorém vychází více z reality a ukazuje, že poptávka či nabídka se mohou při adaptaci druhé straně trhu z časového hlediska opozdit. Pavučina má tři dělení: konvergující, divergující a oscilující.

## Znaky
- Jako první reaguje poptávka, až posléze nabídka
- Firmy reagují pomaleji než spotřebitelé, z toho plyne, že je zkoumáno časové zpoždění nabídky k poptávce
- Předpokladem je tržní nerovnováha
- Sklony křivek nabídky a poptávky
- Nacházíme se v dokonalé konkurenci[1][2]

## Rozdělení

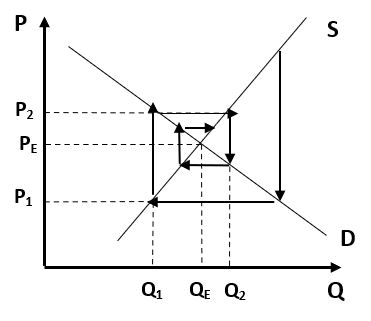
Konvergující pavučina

### Konvergující pavučina
Jedná se o stav, kdy okolo ceny rovnovážné kolísá tržní cena. Při pohledu na šipky vidíme, že se pavučina točí směrem dovnitř a blíží se k tržní rovnováze. Při tomto typu má funkce poptávky menší sklon než nabídková funkce. Z toho lze odvodit, že poptávková funkce je více cenově elastická. Konvergující pavučina představuje trh, jenž se po oddálení od tržní rovnováhy dovede sám dostat zpátky a rovnováhu na trhu znovu obnovit. Z pohledu trhu se jedná o stabilní trh.

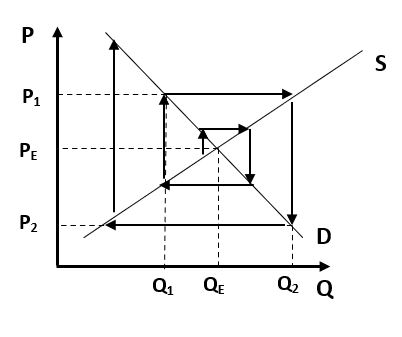
Divergující pavučina

### Divergující pavučina
Jedná se o opak konvergující pavučiny. V případě divergující pavučiny tržní mechanismus prohlubuje tržní nerovnováhu. V momentě, kdy se na trhu naruší tržní rovnováha, mechanismus se v postupném plynutí času oddaluje od rovnováhy a nerovnováhu jen zvětšuje. Poptávková funkce je v tomto případě s větším sklonem než nabídková funkce. Z toho plyne, že poptávková funkce je cenově elastická méně. V případě trhu se jedná o trh nestabilní.

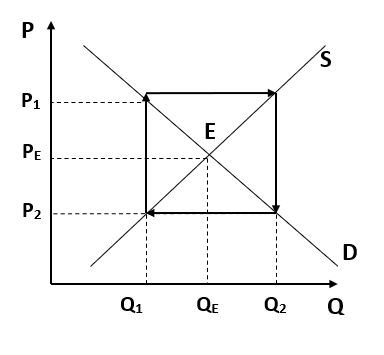
Oscilující pavučina

### Oscilující pavučina
Vyskytují se i trhy, při kterých nedochází k prohlubování či nezmenšování tržní nerovnováhy. Při těchto situacích tržní cena kolísá okolo rovnovážné ceny ve stejném rozsahu. Vzniká tak nerovnováha na trhu. Nabídkové a poptávkové funkce mají stejný sklon, což znamená, že mají stejnou cenovou elasticitu. Oscilující pavučinu můžeme nazývat taktéž dokonalá pavučina.

## Historie
Pavučina má za cíl vysvětlit přetrvávající kolísání cen na vybraných trzích. Poprvé byla již vyvinuta ve 30. letech 20. století, a to za statisticky cenových očekávání, kde se předpokládaná cena rovnala skutečné ceně v posledním období. V historii se tím zabýval Muthov. Ten měl hypotézu racionálních očekávání, která předpokládala, že chyby předpovědí nebudou sériově korelovány a vzor chyb minulých předpovědí nelze použít ke zlepšení přesnosti předpovědí. Základní otázkou bylo, zda pozorované cenové cykly lze lépe vysvětlit systematickými chybami v cenových prognózách, nebo pomocí kumulativního dopadu nepředvídatelných šoků.
V roce 2000 Pryor a Solomon zaváděli náhodnost do pozorovaných cen v pavučině a studovali průměrnou délku cyklu. Samuelson si v roce 1973 představoval, že výrobci mohli upravovat svoji produkci podle očekávané ceny. A v roce 1968 Turnovsky studoval stochastickou stabilitu pro pavučinový model s lineárním cyklem, a to s funkcemi nabídky a poptávky a = 1, pro předpokládané ceny, které se řídí buď podle modelu nabídky či poptávky, dále podle modelu váženého průměru s m = 1 nebo adaptivních očekávání. Žádné z těchto věcí nezahrnují produkční zpoždění.

## Princip
Věta o pavučině je ekonomický model využívaný k vysvětlení toho, jak mohou být malé ekonomické šoky zesíleny chováním výrobců. Jde v podstatě o důsledek informačního selhání, kdy výrobci vycházejí při své současné produkci z průměrné ceny, kterou získají na trhu během předchozího roku. Toto se do určité míry považuje se neracionální chování. Např. když přijde neočekávaná dobrá nebo špatná sklizeň, tak to má pak vliv na neočekávanou nižší nebo vyšší cenu. To pak vede k tomu, že je buď vyšší nebo nižší výkon v následujících letech a posouvá trh do dlouhodobé nerovnovážné pozice.